# Epacris navicularis
Epacris navicularis är en ljungväxtart som beskrevs av Jarman. Epacris navicularis ingår i släktet Epacris och familjen ljungväxter. Inga underarter finns listade i Catalogue of Life.